# Resident Evil: Afterlife
Resident Evil: Afterlife (englisch etwa ‚Das ansässige Böse: Jenseits‘) ist der vierte Teil der Realfilmreihe Resident Evil, die auf der gleichnamigen Videospielreihe basiert. Es ist der erste komplett in 3D gedrehte Film der Reihe.

## Handlung
Zu Beginn des Filmes sieht man mehrere Minuten lang eine junge Frau völlig teilnahmslos im Regen auf einem belebten Platz in Tokio stehen. Plötzlich reißt der eben mutierte Zombie den Kopf hoch und fällt einen an ihr vorbeilaufenden Mann an. Daraufhin sieht man in einer Kamerafahrt nach oben, wie sich das T-Virus über Tokio verbreitet, indem die Lichter der Stadt erlöschen. Dann setzt die eigentliche Handlung ein, die ein Jahr nach dem Vorgänger Resident Evil: Extinction spielt.
Nachdem Alice und ihre Klone, wie am Ende des letzten Teils angekündigt, das Hauptquartier der Umbrella Corporation in Tokio erobert haben, flieht der mittlerweile selbst mit dem T-Virus infizierte Albert Wesker mit einem VTOL-Flugzeug aus der Basis. Er aktiviert per Funk einen Selbstzerstörungsmechanismus und vernichtet das Hauptquartier und dabei auch halb Tokio. An Bord des Flugzeuges befindet sich aber auch die echte Alice. Wesker kann sie überrumpeln und spritzt ihr ein Mittel, das den T-Virus in ihrem Blut wieder zerstört, womit Alice ihrer übernatürlichen Kräfte wieder beraubt ist. Im sich daraufhin entwickelnden Zweikampf gerät das Flugzeug außer Kontrolle und stürzt ab.
Alice überlebt den Absturz und macht sich auf die Suche nach Claire Redfield und den anderen Überlebenden des vorhergehenden Films. Diese sind mit einem Hubschrauber nach Alaska geflohen, um das in einem Funkspruch erwähnte Arcadia – ein Ort, in der gemäß einem ständig wiederholten Funkspruch der verbliebene Rest der Menschheit in Sicherheit leben können soll – zu finden. Doch sechs Monate später findet Alice in Alaska abgesehen von leeren Flugzeugen und einer erinnerungslosen, von einem Gerät in Spinnenform beeinflussten Claire niemanden. Alice überwältigt Claire, die sie angegriffen hat, und entfernt ihr das Gerät.
Anschließend macht sich Alice zusammen mit Claire erneut auf den Weg und fliegt mit ihrem Propellerflugzeug Richtung Süden. In Los Angeles entdeckt sie einen auf das Dach eines Hochsicherheitsgefängnisses geschriebenen Hilferuf, und um das Gebäude drängen sich Zehntausende von Zombies. Nach einer halben Bruchlandung auf dem Gefängnisdach erfährt sie von den dort lebenden Menschen, dass Arcadia kein Ort, sondern vielmehr ein Schiff sei, das aktuell vor der Küste von Los Angeles ankert. Allerdings gibt es von dort seit zwei Tagen kein Lebenszeichen mehr.
Da bereits einzelne Zombies eingedrungen sind, beschließt die Gruppe, auf dieses Schiff zu fliehen. Aber das Flugzeug ist zu klein, und ein gepanzertes Militärfahrzeug defekt. Als die Zombies das Gefängnis schließlich erstürmen, flieht die Gruppe unter Führung von Chris Redfield, dem im Gefängnis festgehaltenen Bruder von Claire, durch die unterirdischen Kanäle. Doch nur Alice, Claire und Chris erreichen lebend die Küste und können auf die Arcadia übersetzen.
Das Schiff erscheint menschenleer, die Besatzung ist vor wenigen Tagen mit den Rettungsbooten geflohen. Eine unmittelbare Gefahr ist jedoch nicht erkennbar. Dann entdecken die drei Überlebenden das Logo von Umbrella und enttarnen das Schiff als Falle für die letzten Reste der Menschheit. Die scheinbar geretteten Menschen werden für Experimente missbraucht. Alice findet darunter die restlichen Überlebenden aus dem letzten Film. Zugleich kehrt bei Claire die Erinnerung an die Vergangenheit zurück.
Bei der weiteren Durchsuchung des Schiffes stoßen die drei auf Wesker, der den Flugzeugabsturz ebenfalls überlebt hat. Gemeinsam können sie Wesker vorerst besiegen, der durch das T-Virus mit übermenschlichen Fähigkeiten ausgestattet ist. Zwar kann er fliehen, doch die durch die Ereignisse in Tokio gewarnte Alice hat den ihr nun bekannten Sprengsatz für die Selbstzerstörung bereits an Bord des Flugzeugs geschafft. Als Wesker das Schiff aus der Ferne zerstören möchte, explodiert stattdessen sein Flugzeug, und er wird augenscheinlich dadurch getötet. Kurz darauf ist Luther West zu sehen, einer der Überlebenden aus dem Gefängnis. Er war seit der Flucht aus dem Gefängnis verschollen und hat nun doch noch die Küste erreicht. Weit im Hintergrund ist ein Fallschirm erkennbar, der auf das Überleben Weskers hindeutet.
Die an Bord vor den Experimenten geretteten Menschen versammeln sich auf dem Deck des Schiffes, und Alice plant, das Schiff zu dem zu machen, als was es sich ausgegeben hat: Zum letzten sicheren Ort auf dem Planeten, auf das sich die letzten Überlebenden retten können. Aus diesem Grund nimmt sie das Abgeben von Funksprüchen wieder auf.
In diesem Moment fliegt eine Staffel Umbrella-Flugzeuge auf das Schiff zu. Im Nachspann stellt sich heraus, dass sich an Bord Soldaten unter Führung der aus Resident Evil: Apocalypse bekannten Jill Valentine befinden, die wie zuvor auch Claire unter dem Einfluss eines Spinnengeräts stehen.

## Produktion
Im Mai 2005 gaben die Produzenten von Resident Evil: Extinction bekannt, dass es eine mögliche Fortsetzung des Films geben wird. Es wurde geplant, dass die Aufnahmen in Tokio, Japan und Alaska entstehen würden. Nach dem Erfolg von Extinction wurde mit der Entwicklung des Films im Juni 2008 begonnen. Der Film ist eine Koproduktion von Constantin Film Produktion GmbH, Davis-Films, Impact Pictures und Resident Evil Productions im Verleih der Screen Gems Inc. in den USA und Constantin Film in Deutschland.
Rory Bruer, Sonys Verantwortlicher der Distribution sagte: „Es würde mich nicht wundern, dass durch die Marke Resident Evil der Absatz noch weiter gesteigert werden kann. Es wäre eine reale Möglichkeit“. Da der dritte Teil der Resident Evil Saga erfolgreich war, würde sich aus Sicht des Produzenten Jeremy Bolt ein vierter Teil lohnen und deshalb sollte Anderson mit Sony über die Möglichkeit von Resident Evil: Afterlife sprechen. Im Juni 2008 erhielt Anderson nach Verhandlungsgesprächen mit Sony die Zusage, dass der Film hergestellt werden kann. Im Dezember des gleichen Jahres wurde bekannt, dass Anderson am Drehbuch arbeitet. Im Jahr darauf wurde von Sony bekannt gegeben, dass Resident Evil: Afterlife am 27. August 2010 erscheinen soll. Resident Evil: Afterlife wurde mit einem Budget von 60 Mio. US-Dollar produziert.

### Casting
Im September 2006 begann das Casting zum vierten Teil. Ali Larter erhielt wie im Teil zuvor die Rolle der Claire Redfield und konnte deshalb an sieben Folgen der US-amerikanischen Fernsehserie Heroes nicht teilnehmen, in der sie Niki Sanders bzw. Tracy Strauss verkörperte. Wentworth Miller erhielt die Rolle Chris Redfield und durchsuchte das Internet nach Bildern seines Charakters, da er die Spielereihe nicht kannte. Er war sehr überrascht, wie muskulös seine Rolle war, und hatte nur drei Wochen Zeit bis zum Drehbeginn. Miller wusste, dass es unmöglich ist, diese Muskelmasse aufzubauen, und entschied sich zudem für ein Cardio-Programm, um mehr Ausdauer zu erhalten.
Shawn Roberts sprach für die Rolle des Chris Redfield vor, bevor Miller zusagte. Dann sprach Roberts für die Rolle des Albert Wesker vor, die in dem Film zuvor durch Jason O’Mara verkörpert wurde. Er beschrieb seine Rolle so: „Vorsitzender der Umbrella Corporation, als eine wichtige Position mit Macht. Wesker ist einer, der die Welt verzaubert und Alice eine Belästigung. Die Rolle ist ein gesamter Prozess: Am Set die Garderobe mit dem großen schwarzen Mantel und den zusätzlichen Utensilien wie Brille und Handschuhe. Deine Gangart verändert sich und du fühlst dich dadurch stärker.“ Sienna Guillory verkörperte Jill Valentine die diese zuvor auch schon in Resident Evil: Apocalypse spielte.

### Kamera und Design
Anderson nahm den Film als High Definition Video mit einem Seitenverhältnis von 2:35:1 auf und nutzte dieselbe Ausrüstung wie Cameron, eine spezielle Sony-F35-Kamera. Die Filmcrew verbrachte zwei Wochen in der Vorproduktion damit, das 3D-Kamera-System kennenzulernen. Die Aufnahmen in 3D verschlangen 20 Prozent des Budgets. Für die Zeitlupenaufnahmen bei Kugelschüssen oder fallenden Wassertropfen wurde eine Zwillingsphantom-Kamera, die 200 Bilder pro Sekunde aufnimmt, verwendet. Durch das Gewicht und die Größe der 3D-Kameras konnten die Kameramänner nicht wie üblich das Steadicam nutzen. Der Kameramann nutzte als „Ersatz“ einen Segway Personal Transporter, um die Szenen aufzunehmen.

### Dreh

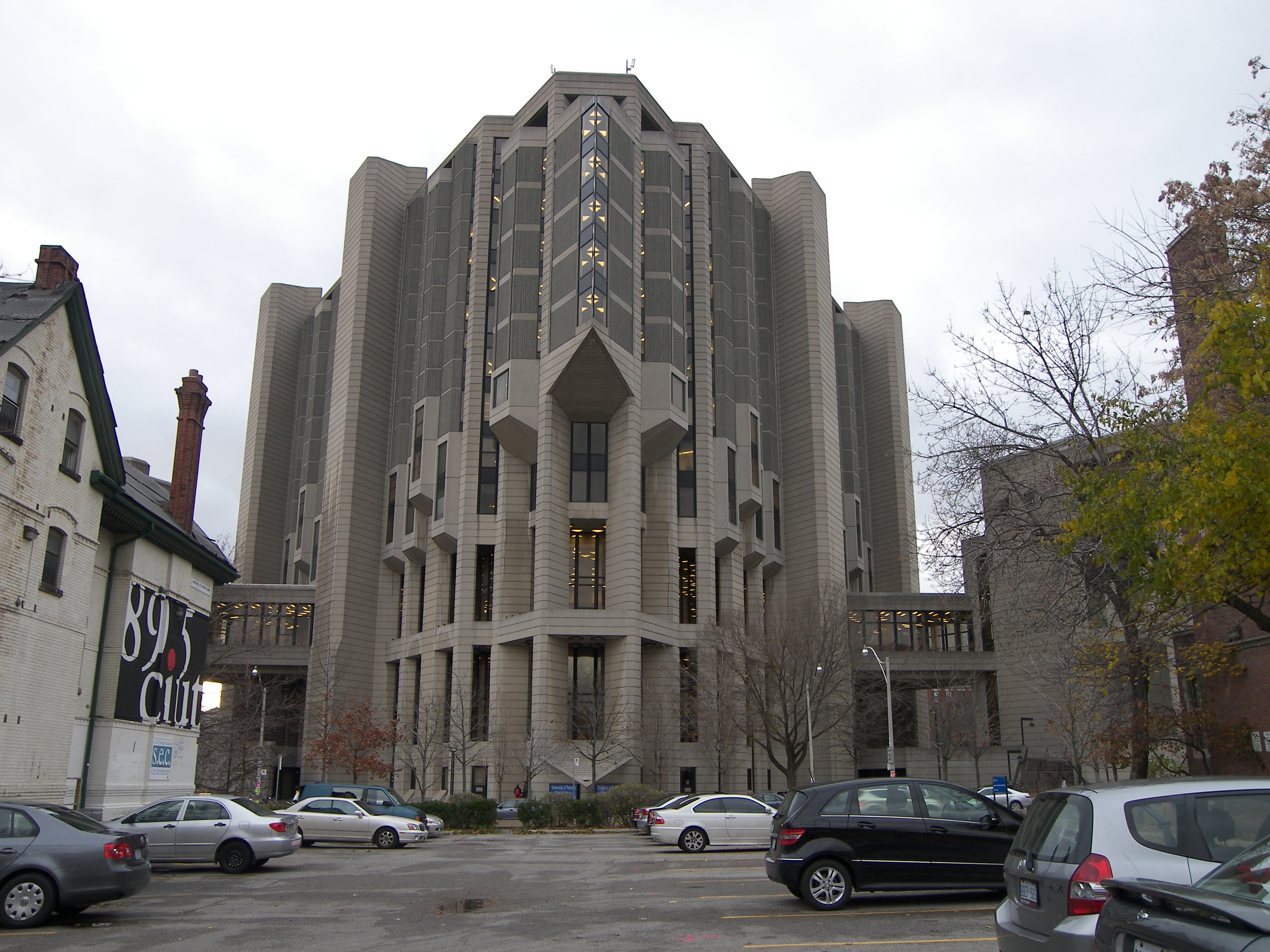
Robarts Library, die als Gefängnis dargestellt wurde.

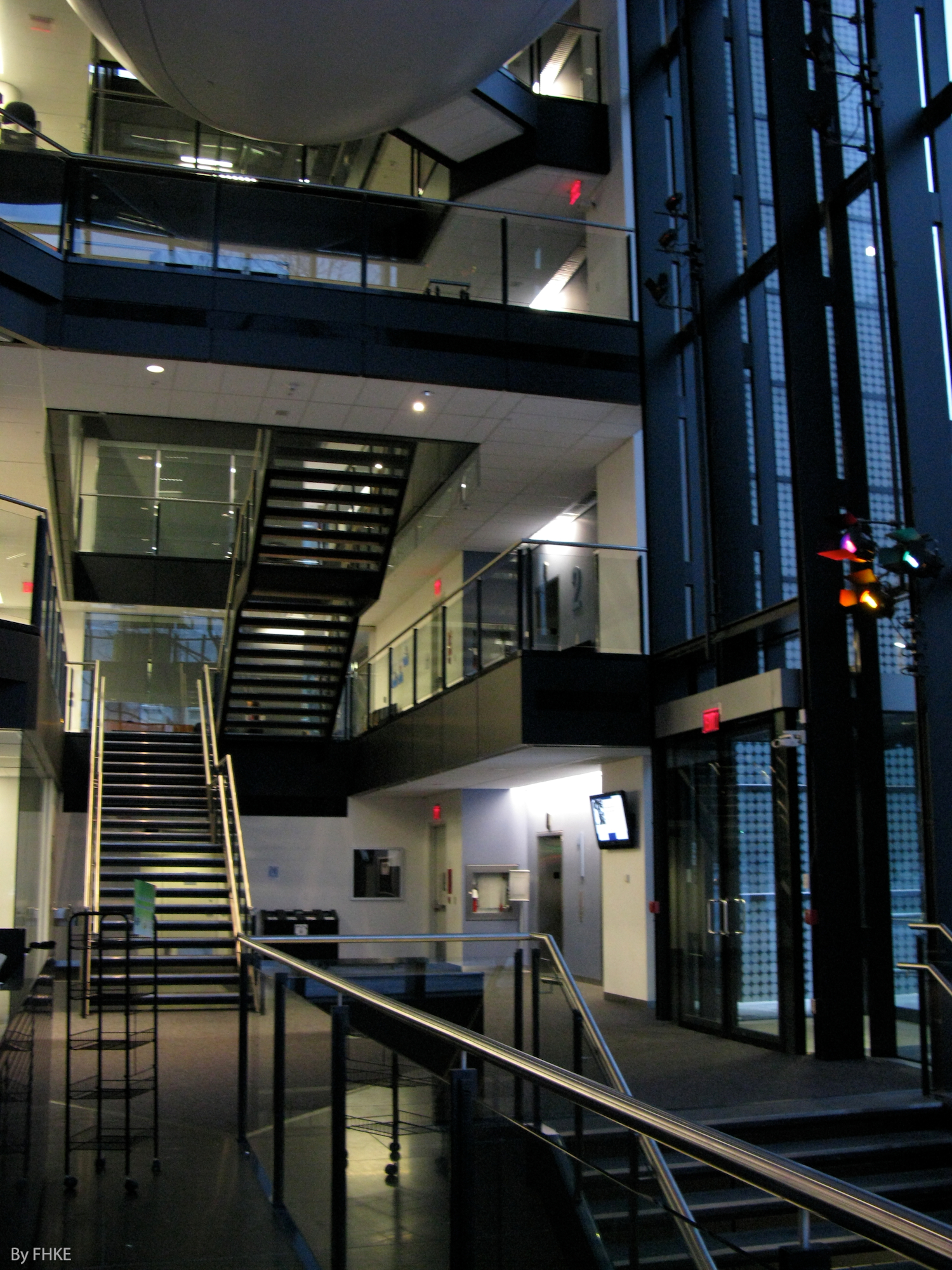
Leslie Dan Faculty of Pharmacy als Hauptquartier der Umbrella Corporation.

Der 3D-Horrorfilm wurde unter den Arbeitstiteln Resident Evil 4 und Resident Evil 4: Afterlife aufgenommen. Die meisten Aufnahmen entstanden in den Cinespace Film Studios in Toronto, Ontario. Die Polizei in Toronto erhielt von der Nachbarschaft während der Dreharbeiten Hunderte von Anrufen. Grund dafür war eine Szene, in der ein brennendes Flugzeug abstürzte. Für die Unterwasserszenen wurden mehrere Frachtgutcontainer zu einem großen zusammengeschweißt. Die Eröffnungsszene von Resident Evil: Afterlife wurde in Shibuya, Tokio, aufgenommen. Die Innenaufnahmen der Umbrella Corporation wurden in der Leslie Dan Faculty of Pharmacy, einer pharmazeutischen Fakultät, gedreht. Das Aussehen der Robarts Library wurde als Außenansicht des Gefängnisses in Los Angeles genutzt, die Innenaufnahmen entstanden in der University of Toronto Scarborough. Einige Szenen werden als Flugzeugfriedhof in Alaska angegeben, die Aufnahmen entstanden aber auf dem Flughafen in Oshawa. Einer Angabe nach soll es sich um einen Strand in Alaska handeln, diese Aufnahmen entstanden im Provinzpark Sandbanks Provincial Park. Die Second Unit wurde nochmals nach Alaska geschickt, um Landschaftsaufnahmen durchzuführen.
Die Dreharbeiten begannen am 29. September 2009, dauerten 55 Tage an und endeten im Dezember. Boris Kodjoe trainierte sechs Wochen, um seine Stunts selbst durchzuführen. Bei einem Tritt in ein Tor renkte er sich das Knie aus. Shawn Roberts war ab dem 10. Oktober 2009 am Set.
Viele der Kampfszenen wurden vor einer Greenscreen-Wand aufgenommen. Die Aufnahmen in dem Flugzeug, einer Jakowlew Jak-52, das Jovovich und Larter benutzen, wurden vom Stuntpiloten Martin Mattes geflogen, dabei wurde er wie Jovovich gekleidet. Die 3D-Aufnahmen mit Lichtspiegelungen wurden in einer extra silbernen Farbe bestrichen, da die Reflexionen von der Kamera als Irritation wahrgenommen wurden. Deshalb wurden alle metallischen Geräte vom Ausstatter Cal Loucks umlackiert. „Eine Szene im dunklen Flur war im Kasten und alle dachten, die Aufnahme sei perfekt, doch als das Bildmaterial angesehen wurde, sah es zu hell aus.“ Die Aufnahmen mussten dann erneut gedreht werden.
Die Kampfszene mit Wesker und Chris aus dem Spiel Resident Evil 5 wurde Bild für Bild mit Hilfe der Phantomkamera nachgespielt. Dabei sollten Weskers übermenschliche Kräfte zur Geltung kommen. Für diese Aufnahme wurden zwei Drehtage benötigt. Für die Abschlussszene wurden sechs Drehtage benötigt. Dabei schoss Jovovich eine Kamera im Wert von 100.000 US-Dollar ab.

### Visuelle Effekte
Visuelle Effekte wurden von Rocket Science VFX und Mr. X Inc erstellt. Dabei war Paul Jones von Mr. X Inc. als Special-Effect-Creator angestellt, der schon für das Aussehen von Nemesis aus Resident Evil: Apocalypse verantwortlich war. Das Produktionsteam plante, dass in einer Szene 300 Zombies auf einmal zu sehen sind. Dieser Effekt konnte nur mit 150 Zombies erstellt werden. Erst in der Postproduktion gelangten die übrigen 150 Zombies in die Szene hinzu. Mit Motion-Control-Fotografie schuf man die Klone von Alice zum einen, aber auch durch digitale Foto-Doubles.
Eric Robertson beschreibt zum Aussehen des Films, dass es sich dabei um interessante Kontraste mit sattem Weiß handele und deshalb der Film überwältigend aussehe. Ein brennendes Stadtbild mit Asche und Rauch im Himmel zeigt ein postapokalyptisches Los Angeles, wo der Film spielt. Bolt sagte dazu: „Eine Welt ohne Kontrolle und Feuerwehr zeigt, was mit Los Angeles passieren kann, wenn es brennt.“
Die infizierten Dobermänner aus der Spieleserie und dem vorherigen Film tauchen auch wieder auf. Die Hunde erhielten Kostüme mit Teilprothesen, weil Anderson wollte, dass diese furchterregend aussehen sollten. Computereffekte wurden eingesetzt, sodass Tentakel aus dem Maul des Hundes kommen konnten, wie beim vierten und fünften Teil der Spielereihe. Andere Kreaturen aus Resident Evil 5 sind die Majinis, intelligente Wesen mit Mundwerkzeugen und Tentakeln und The Executioner, der im Film Axeman heißt.

### Vermarktung

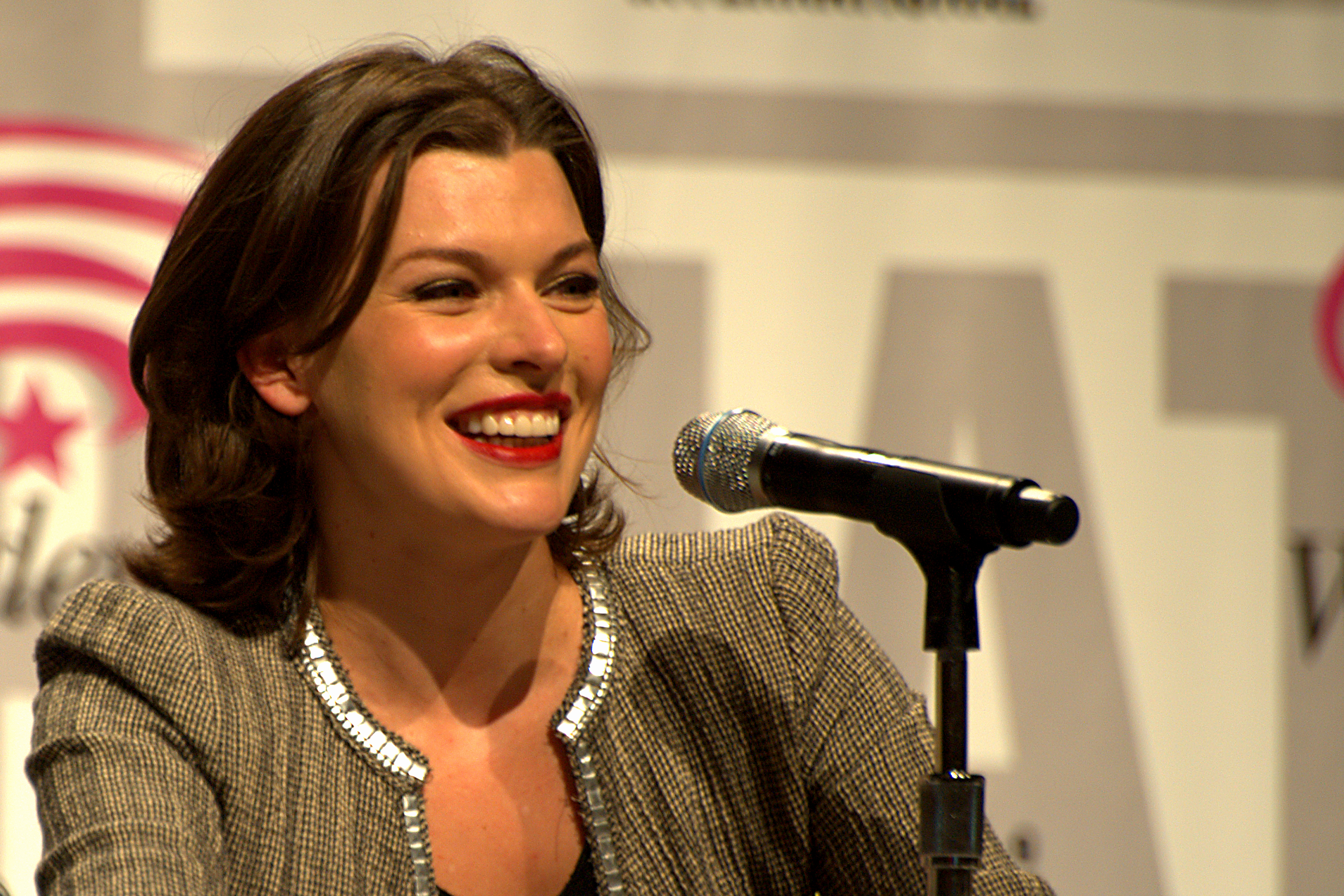
Milla Jovovich beantwortet Fragen auf der WonderCon 2010 zum Film.

Am 3. April 2010 waren Anderson, Jovovich und Larter auf der WonderCon, um Fanfragen zum Film zu beantworten. Am 24. Juli 2010 waren sie gemeinsam auf der San Diego Comic-Con International, um den Film weiter zu promoten.

### Einflüsse
Anderson erhielt den Anstoß, Resident Evil: Afterlife in 3D zu drehen, nachdem er James Camerons Science-Fiction Film Avatar – Aufbruch nach Pandora gesehen hat.
Der Film greift auf Handlungen und Figuren aus dem Spiel Resident Evil 5 zurück. So sind die infizierten Menschen und Hunde derart mutiert, dass sie die Unterhälfte ihres Kiefers spalten und tentakelähnliche Arme herausstrecken können. The Executioner, ein bekannter Zwischengegner aus dem Spiel, erhielt auch im Film einen Auftritt. Die Kampfszene zwischen Chris und Claire Redfield gegen Albert Wesker wurde komplett übernommen. Allerdings kämpft im Spiel Sheva Alomar an Chris Redfields Seite.

## Veröffentlichung
Im August 2009 wurde bekannt gegeben, dass der Film am 27. August 2010 erscheinen soll, der Termin wurde schon im Dezember widerrufen und verschoben auf den 14. Januar 2011. Im Januar 2010 wurde der Starttermin von Resident Evil: Afterlife ein weiteres Mal geändert und auf den 10. September 2010 für die USA terminiert. Premiere feierte der Film am 2. September 2010 in Tokio. In Deutschland und der deutschsprachigen Schweiz erschien der Horrorfilm am 16. September 2010.
Screen Gems zahlte Constantin Film, Davis Films und Impact Pictures 52 Mio. US-Dollar, um die Verleihrechte für den nordamerikanischen Raum zu erhalten.
Bei einem Budget von 60 Mio. US-Dollar spielte Resident Evil: Afterlife weltweit über 296 Mio. US-Dollar ein. Am Startwochenende waren es in den Vereinigten Staaten 26,65 Mio. Dollar. In Deutschland sahen den Film über 1,14 Mio. Besucher.
Resident Evil: Afterlife wurde auf DVD, Blu-ray und 3D-Blu-ray in den Vereinigten Staaten am 28. Dezember 2010 veröffentlicht. Die DVD-Special-Edition enthält Kommentare vom Regisseur, Drehbuchautor und Produzenten sowie einigen Darstellern. Die Blu-ray-Special-Edition enthält dieselben Kommentare, darüber hinaus können gelöschte und unveröffentlichte Szenen, ein Making-of und Outtakes wiedergegeben werden. Seit dem 10. März 2011 können die Medien auch im deutschsprachigen Raum gekauft werden.
Der Soundtrack zum Film wurde vom Komponistenduo Tomandandy komponiert und am 28. September 2010 von Milan Records veröffentlicht. Zusätzlich wurde der Soundtrack The Outsider (Apocalypse Remix) von der Progressive-Rock-Band A Perfect Circle genutzt, um den Film zu vermarkten. Das Lied wurde im Film bei der Konfrontation zwischen Alice und Wesker und im Abspann eingefügt.

## Kritik
Resident Evil: Afterlife erhielt ein schlechtes Presseecho, was sich auch in den Auswertungen US-amerikanischer Aggregatoren widerspiegelt. So erfasst Rotten Tomatoes überwiegend kritische Besprechungen und ordnet den Film dementsprechend als „Gammelig“ ein. Laut Metacritic fallen die Bewertungen im Mittel „Grundsätzlich Ablehnend“ aus.

„Acht Jahre nachdem er den ersten Resident Evil-Film inszeniert hat, kehrt Regisseur Paul W. S. Anderson hinter die Kamera zurück und präsentiert ein ironiefreies Horrorspektakel, das sich mit seinen zahlreichen Anspielungen wieder primär an Fans der 1996 ins Leben gerufenen Konsolenspielreihe zu richten scheint. Leider führt die extrem schlichte Shooter-Dramaturgie dazu, dass die Akteure noch emotionsloser agieren als ihre Computer-Vorbilder – in Jovovichs Fall noch potenziert durch eine sagenhaft dröge Synchronstimme. Damit könnte man Resident Evil: Afterlife eigentlich als cineastischen Rohrkrepierer verbuchen – wenn da nicht die durchgestylten Actioneinlagen wären. Gefilmt mit dem von James Cameron für Avatar entwickelten Fusion Camera System streut Anderson in seine furiosen Bleigewitter schwelgerische Zeitlupen- und Freezeframe-Effekte ein, die in 3D eine atemberaubende Wirkung entfalten – kongenial untermalt mit apokalyptischen Industrial-Rock-Klängen des Soundtüftlerduos TOMANDANDY. Fazit: Erschreckend schlichtes Horrorspektakel, dessen durchgestylten Actioneinlagen in 3D jedoch atemberaubende Schauwerte liefern“

„Neben den handwerklichen Mängeln fällt besonders ins Gewicht, dass der Film keine Geschichte erzählt, sondern lediglich einen eintönigen Action-Parcours ohne Anfang, Höhepunkte und Schluss durchexerziert. Während des Abspanns wird die Sicherheit, in der sich die Überlebenden wähnen, durch eine Szene unterlaufen, die das nächste Sequel vorbereitet. Ein Beleg dafür, dass Resident Evil: Afterlife selbst innerhalb seiner Filmreihe überflüssig ist; eine an Ideen arme, in Teilen amateurhaft wirkende Genreproduktion, die zusätzlich durch einige erzählerische Logikbrüche irritiert. ‚Vielleicht ergibt bald alles einen Sinn‘, heißt es einmal. Eine bange Hoffnung.“

„Ein teilweise durch amateurhafte Inzenierungsfehler [sic] wenig überzeugender Action-Parcours ohne jede erzählerische Substanz.“

Christoph Petersen bezeichnete bei Filmstarts die ersten fünfzehn Minuten des Films als „ein bleihaltiges 3D-Feuerwerk, das zwar keinen Sinn ergibt“, dafür aber unterhaltsam sei. „Sobald dann aber die eigentliche Handlung einsetzt, schwankt der Film mit Ausnahme einiger visueller Schmankerl nur noch zwischen dämlich und überflüssig.“ Das Szenario, dass sich eine Gruppe Personen in einem Gebäude verschanzen, habe man bereits zu oft gesehen. Zudem nehme sich der Film viel zu ernst. Im letzten Drittel wirke es zudem „oft so, als hätte sich Autor Paul W.S. Anderson endgültig in seinem eigenen Filmuniversum verloren“, Petersen zog hierbei einen Vergleich mit den „pseudophilosophischen Drehbücher“ von Matrix Reloaded und Matrix Revolutions: „Alles, was hier in den finalen 25 Minuten passiert, mutet unglaublich bedeutend an, nur interessiert es den Zuschauer leider schon seit einer ganzen Weile nicht mehr.“ Hinsichtlich der Schauspieler meinte Petersen, dass Milla Jovovich diesmal „ein wenig müde“ wirke und Shawn Roberts als Gegenspieler Albert Wesker „ziemlich blass“ bleibe.
Sascha Wuttke urteilte auf Moviebreak, „die Story driftet nun endgültig ins Hirnlose ab.“ Der bisherige Anteil an Horror wurde nun „fast komplett ad acta gelegt“, dafür würde man sich nun stärker an der Matrix-Reihe orientierten, „schon die Anfangssequenz hätte mit Trinity und Neo gedreht werden können.“ Dadurch, dass Film versuche, „zwanghaft anspruchsvoll zu sein“, entstünden mitunter „ziemliche Längen“. Das Ende mache dann „gleich alles zunichte, was noch irgendwie Spannung oder Nachvollziehbarkeit versprechen könnte.“ Wuttkes Fazit hierbei lautete: „Im stetigen Abstieg der Qualität der 'Resident Evil'-Reihe markiert 'Afterlife' die dicke rote Trennlinie. Damit hat sich Anderson endgültig ins Lächerlich hineinmanövriert“.